# Conservapedia
Conservapedia är en privat wiki som startats av konservativa i USA, under ledning av Andrew Schlafly, som anser att Wikipedia är alltför liberal, antikristen och antiamerikansk.
Conservapedias grundare ansåg att deras ändringar av Wikipedia omedelbart återställdes av övriga användare och inriktade sig därför på att skapa en egen wiki där de kan ge sin bild av verkligheten. De första artiklarna på Conservapedia skrevs 22 november 2006. Aktivitetsnivån var i augusti 2007 ungefär 50 redigeringar per timme, vilket motsvarar en knapp procent av motsvarande aktivitet på engelskspråkiga Wikipedia. I september 2009 omfattade Conservapedia drygt 31 000 artikelsidor.
Conservapedia är skriven från en tydligt USA-centrerad utgångspunkt, och har även USA:s flagga i sin logotyp. Den version av konservatism som präglar Conservapedias artiklar är de åsikter som den kristna högern i USA omfattar. Således präglas Conservapedia bland annat av kreationism och avståndstagande från den naturvetenskapliga världsbilden i form av evolutionsteorin. Vidare är innehållet avsett att vara förenligt med konservativa familjevärderingar, vilket innebär en mycket restriktiv hållning till bland annat material som behandlar pornografi eller homosexualitet.
En avstickare till Conservapedia är the Conservative Bible Project ("det konservativa bibelprojektet") vilket är en nyöversättning till engelska av bibeln som Schlafly påbörjade 2009 då han anser att existerande översättningar av bibeln är alltför liberalt vinklade. Man avser gå så långt som att ändra text som de tidiga kyrkofäderna skrivit.
Webbplatsen hade i augusti 2009 inte fått några avläggare på andra språk.
Conservapedia har nu[när?] gjort det omöjligt för andra än administratörer att göra redigeringar. Schlafly har även spärrat många IP-adresser från att ens läsa Conservapedia (spärrade besökare möts av 404- eller 403-fel), antalet IP:n som spärrats uppskattas till cirka 21 miljoner.[källa behövs]